# 基督教文明史
《基督教文明史》（英語：A History of Christianity）是一部BBC於2009年推出的6集紀錄片，首次在 BBC Four 播放。此片由牛津大學歷史學教授迪爾梅德·麥克庫洛赫主持，並於2010年在 BBC Two 重播。

## 概說
BBC推出《基督教文明史》的目的是為了再探基督教的源頭，它的誕生、與現代世界的關聯和產生的影響，以此樹立一塊新的里程碑。主持人迪爾梅德·麥克庫洛赫是牛津大學聖十字學院的教會史教授，這套紀錄片講述了基督教信仰在歷史上的進程，分集描述了東正教會、東方正統教會、天主教會、新教四大主要派別。

## 集數列表
| 集數                                                                                           | 分集標題                | 導演／製作       | 首播           |
| ---------------------------------------------------------------------------------------------- | ----------------------- | ---------------- | -------------- |
| 1                                                                                              | 基督教的起源()          | Gillian Bancroft | 2009年11月5日  |
| 細述基督教自耶路撒冷的東方起源及之後如何擴散到整個羅馬帝國。此外，本集主要聚焦於東方正統教會。 |                         |                  |                |
| 2                                                                                              | 天主教：羅馬的崛起 (Catholicism: The Unpredictable Rise of Rome)   | Sian Salt        | 2009年11月12日 |
| 溯源羅馬天主教會的崛起。                                                                       |                         |                  |                |
| 3                                                                                              | 正統：從帝國到帝國 (Orthodoxy – From Empire to Empire)   | Sian Salt        | 2009年11月19日 |
| 探索東正教會為了生存而抗爭的歷史。                                                             |                         |                  |                |
| 4                                                                                              | 改革：個人在上帝面前 (Reformation: The Individual Before God) | Gillian Bancroft | 2009年11月26日 |
| 檢視宗教改革的勃興以及它和天主教的對立。                                                       |                         |                  |                |
| 5                                                                                              | 基督教：福音的擴張 (Protestantism – The Evangelical Explosion)   | Gillian Bancroft | 2009年12月3日  |
| 循着福音主義的腳步探視它在全球的發展狀況。                                                     |                         |                  |                |
| 6                                                                                              | 上帝的審判 (God in the Dock)           | Sian Salt        | 2009年12月10日 |
| 審視懷疑論在西方基督教中的概念。                                                               |                         |                  |                |

## 反響
來自此片的DVD評論說：「迪爾梅德顯然受過良好的教育，他在基督教歷史領域的學識非常淵博，並且他也對討論這個話題顯得非常興奮。他忠實又滿懷熱情的呈現了基督教誕生之初的歷史，但事實上他並不是基督徒。據我們所知，迪爾梅德應該是一名佛教徒，但他興奮又不帶偏見的為我們講述了教會的歷史。」另一條評論寫道：「令我們吃驚的是，迪爾梅德在闡述中似乎對教皇多有不滿，甚至近乎敵意和憎惡。這對於一個由天主教徒付費資助的電視臺來說不太合宜。」

## DVD和相關產品
一本由迪爾梅德·麥克庫洛赫所著的基督教歷史書《A History of Christianity: The First Three Thousand Years》於2009年9月出版，DVD於2010年2月1日發行。香港版DVD由香港得利影視於2010年11月25日發行，內含2片DVD。臺灣版DVD於2011年12月20日由英國BBC電視公司推出，6片套裝。

## 外部連結
- 在BBC Programmes了解《基督教文明史》（英文）

- 互联网电影数据库（IMDb）上《基督教文明史》的资料（英文）